# Chi Tre lông
Chi Tre lông (tên khoa học Kinabaluchloa), là một chi thực vật có hoa trong họ Hòa thảo (Poaceae).

## Các loài
Hiện tại mới chỉ ghi nhận được 2 loài trong chi:
- Kinabaluchloa nebulosa K.M.Wong, 1993. Phân bố: Borneo (Sabah và Brunei).
- Kinabaluchloa wrayi (Stapf) K.M.Wong, 1993: Tre lông Bidoup. Phân bố: Perak (Malaysia), Bidoup (Việt Nam).